# 카복실화
카복실화(영어: carboxylation)는 기질을 이산화 탄소와 반응시켜 카복실기를 생성하는 화학 반응이다. 카복실화 반응을 촉매하는 효소를 카복실화효소(영어: carboxylase)라고 한다. 카복실화의 반대되는 반응은 탈카복실화이다. 화학에서 탄산화라는 용어는 때때로 카복실화와 동의어로 사용되며, 특히 탄소 음이온 시약과 CO2의 반응에서 사용된다. 보다 일반적으로 탄산화는 보통 탄산염의 생성을 나타낸다.

## 유기화학
카복실화는 유기화학에서 표준적인 전환 과정이다. 특히 그리냐르 시약과 유기 리튬 화합물의 탈카복실화는 유기 할로젠화물을 카복실산으로 전환시키는 고전적인 방법이다.
아스피린의 전구체인 살리실산 나트륨은 석탄산 나트륨(페놀의 나트륨 염)을 고온(390 K), 고압(100 기압)에서 이산화 탄소로 처리하여 상업적으로 제조된다. 이 방법은 콜베-슈미트 반응으로 알려져 있다. 생성된 살리실산염의 산성화로 살리실산이 생성된다.
|  |

많은 상세한 절차가 《유기 합성》(Organic Syntheses) 저널에 설명되어 있다.
카복실화에 관여하는 촉매에는 N-헤테로고리 카벤 및 은을 기반으로 하는 촉매가 있다.

## 생화학에서의 카복실화
탄소 기반의 생명체는 대기 중의 이산화 탄소를 당과 결합시키는 카복실화에서 비롯한다. 이 과정은 일반적으로 루비스코에 의해 촉매된다. 이러한 카복실화 반응을 촉매하는 효소인 루비스코(리불로스 1,5-이중인산 카복실화효소/산소화효소)는 아마도 지구 상에서 가장 풍부하게 존재하는 단일 단백질이다.
|  |

카복시글루탐산의 구조

아세틸-CoA 카복실화효소, 메틸크로토닐-CoA 카복실화효소, 프로피오닐-CoA 카복실화효소, 피루브산 카복실화효소를 포함한 많은 카복실화효소들은 보조 인자로 비오틴을 필요로 한다. 이들 효소는 생체 내에서 다양한 대사 경로에 관여한다. EC 번호 분류 체계에서 카복실화효소는 촉매하는 반응에 따라 분해효소(EC 4) 또는 연결효소(EC 6)로 분류된다.
또 다른 예로는 단백질에서 글루탐산 잔기를 카복시글루탐산으로 전환시키는 번역 후 변형이 있다. 이는 주로 혈액 응고 캐스케이드에 관여하는 단백질들, 특히 혈액 응고인자 II, VII, IX, X, 단백질 C, 단백질 S, 일부 뼈 단백질에서 일어난다. 이러한 변형은 이들 단백질이 기능하는 데 필요하다. 카복실화는 간에서 일어나며, γ-글루타밀 카복실화효소에 의해 촉매된다. γ-글루타밀 카복실화효소는 보조 인자로 비타민 K를 필요로 한다. 카복시글루탐산은 활성에 필수적인 칼슘과 결합한다. 예를 들어 프로트롬빈에서 칼슘 결합은 단백질이 혈소판의 원형질막과 결합하여 손상 후에 프로트롬빈을 활성 트롬빈으로 절단하는 단백질과 밀접하게 연결되도록 한다.

## 같이 보기
- 카복실화효소
- 탈카복실화
- 탈카복실화효소